# Jordbävningen i İzmit 1999
Jordbävningen i İzmit 1999 var en jordbävning som uppmättes till 7.6 på momentmagnitudskalan och slog till i nordvästra Turkiet den 17 augusti 1999, runt klockan 03:02 lokal tid. Den varade i 37 sekunder, och dödade runt 17 000 personer och lämnade uppskattningsvis cirka 500 000 människor utan hem. Även om officiella uppgifter talar om 17 000 dödade, finns icke-officiella uppgifter som säger 35 000. Närliggande staden İzmit skadades svårt.
En officiell turkisk uppskattning den 19 oktober 1999 angav dödssiffran till 17 127 och 43 959 skadades, men många menar att dödssiffran var nästan 45 000, och att ungefär lika många skadades.

### Fotnoter
1. 1 2 3  NEIC Izmit earthquake page Arkiverad 25 oktober 2012 hämtat från the Wayback Machine.
2. ↑  ”Turkish National Earthquake Research Station's Database”. Arkiverad från originalet den 3 februari 2008. https://web.archive.org/web/20080203105701/http://www.koeri.boun.edu.tr/sismo/mudim/katalog.asp. Läst 6 december 2012.
3. ↑  ”17 August 1999 Kocaeli Earthquake”. The European Association for Earthquake Engineering. Arkiverad från originalet den 7 januari 2009. https://web.archive.org/web/20090107164355/http://www.eaee.boun.edu.tr/bulletins/v18n1/kocaeli.htm. Läst 7 april 2010.
4. 1 2  Marza, Vasile I. (2004). ”On the death toll of the 1999 Izmir (Turkey) major earthquake”. European Seismological Commission. Arkiverad från originalet den 9 april 2008. https://web.archive.org/web/20080409044047/http://www.esc-web.org/papers/potsdam_2004/ss_1_marza.pdf. Läst 5 mars 2008.